# Nieuwsblad van het Noorden
Het Nieuwsblad van het Noorden was van 1888 tot 2002 een krant voor Noord-Nederland die in de stad Groningen werd uitgegeven door de Hazewinkel Pers. Op 1 april 2002 ging het Nieuwsblad van het Noorden samen met het Groninger Dagblad en de Drentse Courant op in het Dagblad van het Noorden.

## Geschiedenis
Het eerste exemplaar verscheen op 2 juni 1888. De niet-partijgebonden krant kwam aanvankelijk alleen op woensdag en zaterdag uit en kostte 2 cent per los exemplaar. Uitgever was journalist en ambtenaar Joan Nieuwenhuis (1856-1939). Enkele maanden later nam drukker Ruurt Hazewinkel Jzn. (1855-1940) de krant over.

### Oorlogsjaren
Tijdens de eerste vier jaren van de Tweede Wereldoorlog bleef het Nieuwsblad van het Noorden verschijnen omdat de redactie een welwillende houding aannam tegenover de Duitse bezetters. Toen echter een NSB-hoofdredacteur werd geweigerd, volgde in juli 1944 een verschijningsverbod. Op 26 januari 1946 verscheen de krant pas weer, eerst in een oplage van 35.000 exemplaren.
De Groninger publicist Johan van Gelder wijdde in 2001 een boek aan de oorlogsperiode. Hij wijst op een pro-Duitse houding en antisemitische artikelen en meent dat het verschijnen van de krant gestaakt had moeten worden. Van Gelder verwijt de uitgevers, de gebroeders Hazewinkel, dat ze slechts hun familiebedrijf in stand wilden houden. Dat was geen "daad van bovengronds verzet", zoals de Hazewinkels beweerden. Bij de verschijning van het boek noemde directeur Gijs Lensink van Hazewinkel Pers de aantijgingen van Van Gelder "zwaar" en "niet terecht".
Van 1961 tot 1987 was Ger Vaders hoofdredacteur. Hij kreeg landelijke bekendheid doordat hij passagier was van de trein die in december 1975 twaalf dagen lang bij Wijster gekaapt was door Molukkers. Van die ervaring deed hij achteraf verslag in het Nieuwsblad onder de titel Gevallenen uit Gods hand. Eind jaren zeventig raakte hij in conflict met de redactie, waarna hij de dagelijkse leiding van de krant overdroeg.

## Kantoor

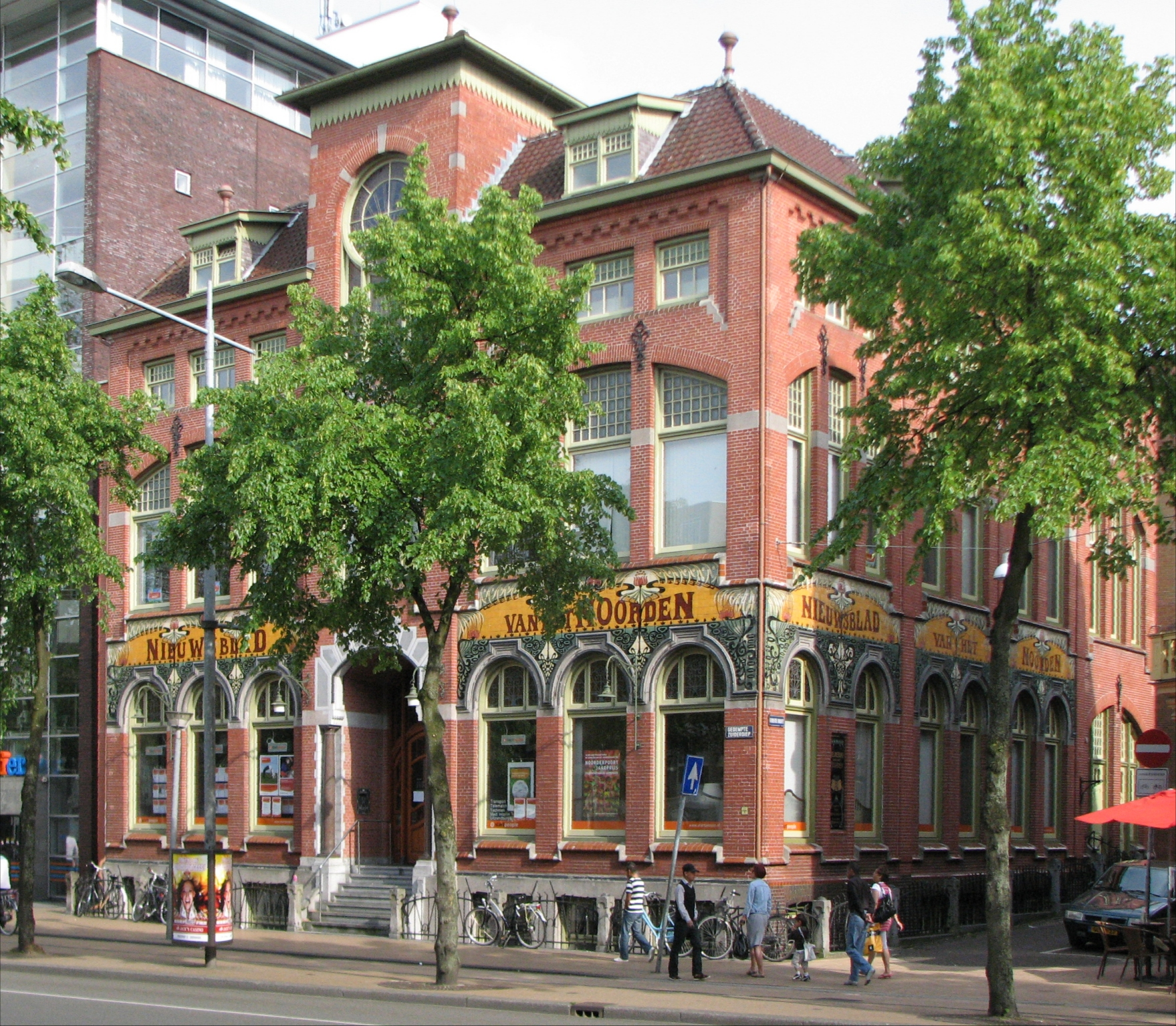
Voormalig kantoor aan het Zuiderdiep (2009)

Het Nieuwsblad was jarenlang gevestigd in een Jugendstilpand aan het Gedempte Zuiderdiep. Het gebouw uit 1903, ontworpen door Gerrit Nijhuis, is een rijksmonument. De krant verhuisde in 1997 naar nieuwbouw op het bedrijventerrein aan de Lübeckweg.